# Gernot Wilhelm

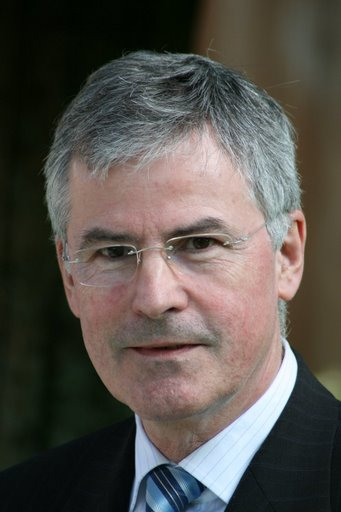
Gernot Wilhelm im August 2007

Gernot Wilhelm (* 28. Januar 1945 in Bad Laasphe) ist ein deutscher Altorientalist.

## Leben
Gernot Wilhelm wuchs in Wilhelmshaven auf, wo er auch 1964 das Abitur ablegte. Zum Sommersemester begann er 1964 an der Freien Universität Berlin mit dem Studium der Assyriologie, der Altkleinasiatischen Philologie und der Vorderasiatischen Archäologie. Seine Lehrer waren unter anderem Einar von Schuler und Anton Moortgat. Zwischenzeitlich wechselte Wilhelm für zwei Semester an die Westfälische Wilhelms-Universität in Münster, an der er bei Wolfram von Soden, Peter Hartmann, Roland Harweg, Ruth Stiehl, Max Wegner und Karl Josef Narr hörte. Nach seiner Rückkehr nach Berlin kamen Lehrer wie Franz Köcher oder Barthel Hrouda hinzu. Schon 1968 begann Wilhelm mit der Mitarbeit am Projekt „Corpus der hurritischen Sprachdenkmäler“ des Instituts. Hier begann eine langjährige Arbeit mit Volkert Haas und Ilse Wegner. 1969 erfolgte die Promotion mit einer Arbeit zum Thema „Untersuchungen zum Ḫurro-Akkadischen von Nuzi“.
Ein Jahr später wurde Wilhelm wissenschaftlicher Assistent am Institut für Geschichte der Medizin der FU. Hier arbeitete er unter der Leitung von Franz Köcher am Projekt „Babylonisch-assyrische Medizin“. Doch noch im selben Jahr wechselte er als Assistent an die Universität des Saarlandes, an der er nach einer erfolgten Habilitation eine Professur erhalten sollte. Neben der Lehrtätigkeit fiel der Aufbau einer altorientalischen Bibliothek in seinen Zuständigkeitsbereich. Im Jahre 1972 wurde er einer der ersten Assistenz-Professoren des Saarlandes und blieb es bis 1978. 1972 nahm er auch an der von Rolf Hachmann geleiteten Ausgrabung auf dem Tell Kāmid el-Lōz im Libanon teil. Zudem fungierte er von 1972 bis 1982 in jedem Wintersemester als Lehrbeauftragter an der Universität Heidelberg, um dort „Kleine Sprachen“ des Alten Orients (Hurritische Sprache, Urartäische Sprache, Elamische Sprache und Hattische Sprache) zu unterrichten.
Wilhelms Habilitation erfolgte 1975 an der Universität des Saarlandes mit einer Arbeit zum „Privaten Großgrundbesitz im Königreich Arrapḫa“. Diese Arbeit bildete auch die Grundlage für die mehrbändige Edition des „Archivs des Silwatessup“. Im Zuge der Arbeiten an diesem Projekt verbrachte Wilhelm mehrere Monate in Harvard. Nachdem die Assistenz-Professur 1978 ausgelaufen war, folgte eine dreijährige Anstellung als wissenschaftlicher Angestellter in Saarbrücken. 1981 wurde er an die Universität Hamburg auf eine C2-Professur für Altorientalistik berufen. Von 1983 bis 1985 war er auch geschäftsführender Direktor des Archäologischen Instituts. Außerdem war Wilhelm von 1984 bis 1986 mit italienischen Kollegen Grabungsleiter auf dem Tell Karrana-3 in Eski-Mosul-Stauseegebiet im Irak. 1987 lehnte er den Ruf ab, als Nachfolger von Annelies Kammenhuber in München Professor für Hethitologie zu werden. 1988 wurde Wilhelm auf die C4-Professor für Orientalische Philologie (seit 2003 umbenannt in „Altorientalistik“) an der Julius-Maximilians-Universität Würzburg berufen. 2015 trat er in den Ruhestand.
Von 1988 bis 2016 war Wilhelm Fachherausgeber für den Bereich Hethitologie des Reallexikons für Assyriologie, von 1994 bis 2005 der Zeitschrift für Assyriologie. 1990 bis 1992 war Wilhelm Mitglied des Senats der Universität Würzburg und von 1992 bis 2000 Fachgutachter für den Bereich Assyriologie und Vorderasiatische Archäologie der DFG, bis 1998 auch als Vorsitzender des Fachausschusses für Orientalische Kulturen. 1994 bis 2000 war er zudem Vorsitzender der Deutschen Orientgesellschaft, danach bis 2003 stellvertretender Vorsitzender. Von 1994 bis 2003 war er Grabungsphilologe der von Andreas Müller-Karpe geleiteten Ausgrabung in Kuşaklı, Von 2001 bis 2009 war er auch für die Grabungsphilologie bei den Ausgrabungen des Deutschen Archäologischen Instituts in Hattusa / Boghazköy zuständig. Von 1998 bis 2000  war Wilhelm Dekan der Philosophischen Fakultät I der Universität Würzburg.
Seit 2000 ist Gernot Wilhelm korrespondierendes Mitglied des Deutschen Archäologischen Instituts und Mitglied der Akademie der Wissenschaften und der Literatur in Mainz. 2001 wurde er an der Akademie Vorsitzender der Kommission für den Alten Orient und Leiter des Projekts „Hethitische Studien“, das die Ausgrabungen in Ḫattuša auswertet. 2006 wurde er zum Vizepräsidenten der Akademie gewählt, von 2013 bis 2017 war er Präsident der Akademie. 2008 erhielt er die Ehrendoktorwürde der University of Chicago sowie die Ehrenmitgliedschaft in der American Oriental Society und der Deutschen Orient-Gesellschaft, 2013 verlieh ihm die Julius-Maximilians-Universität Würzburg „für herausragende wissenschaftliche Leistungen“ die Röntgen-Medaille. 2017 erhielt er den Verdienstorden des Landes Rheinland-Pfalz.

## Schriften
- Untersuchungen zum Ḫurro-Akkadischen von Nuzi (= Alter Orient und Altes Testament. 9). Neukirchener Verlag des Erziehungsvereins u. a., Neukirchen-Vluyn u. a. 1970, (Zugleich: Berlin, Universität, Dissertation, 1969).
- Grundzüge der Geschichte und Kultur der Hurriter. Wissenschaftliche Buchgesellschaft, Darmstadt 1982, ISBN 3-534-08151-X.
- als Herausgeber: Die orientalische Stadt. Kontinuität, Wandel, Bruch. 1. Internationales Colloquium der Deutschen Orient-Gesellschaft, 9. – 10. Mai 1996 in Halle, Saale (= Colloquien der Deutschen Orient-Gesellschaft. 1). SDV – Saarbrücker Druck und Verlag, Saarbrücken 1997, ISBN 3-930843-24-2.
- als Herausgeber: Zwischen Tigris und Nil. 100 Jahre Ausgrabungen der Deutschen Orient-Gesellschaft in Vorderasien und Ägypten (= Zaberns Bildbände zur Archäologie. = Antike Welt. Sonderheft.). von Zabern, Mainz 1998, ISBN 3-8053-2491-X.
- als Herausgeber: Akten des IV. Internationalen Kongresses für Hethitologie. Würzburg, 4. – 8. Oktober 1999 (= Studien zu den Boğazköy-Texten. 45). Harrassowitz, Wiesbaden 2001, ISBN 3-447-04485-3.